# Epipedocera lugens
Epipedocera lugens là một loài bọ cánh cứng trong họ Cerambycidae.